# Taverniera cuneifolia
Taverniera cuneifolia là một loài thực vật có hoa trong họ Đậu. Loài này được (Roth) Ali miêu tả khoa học đầu tiên.